# Langendorf (Weißenfels)
Langendorf ist eine Ortschaft und ein Ortsteil der Stadt Weißenfels im Burgenlandkreis in Sachsen-Anhalt.

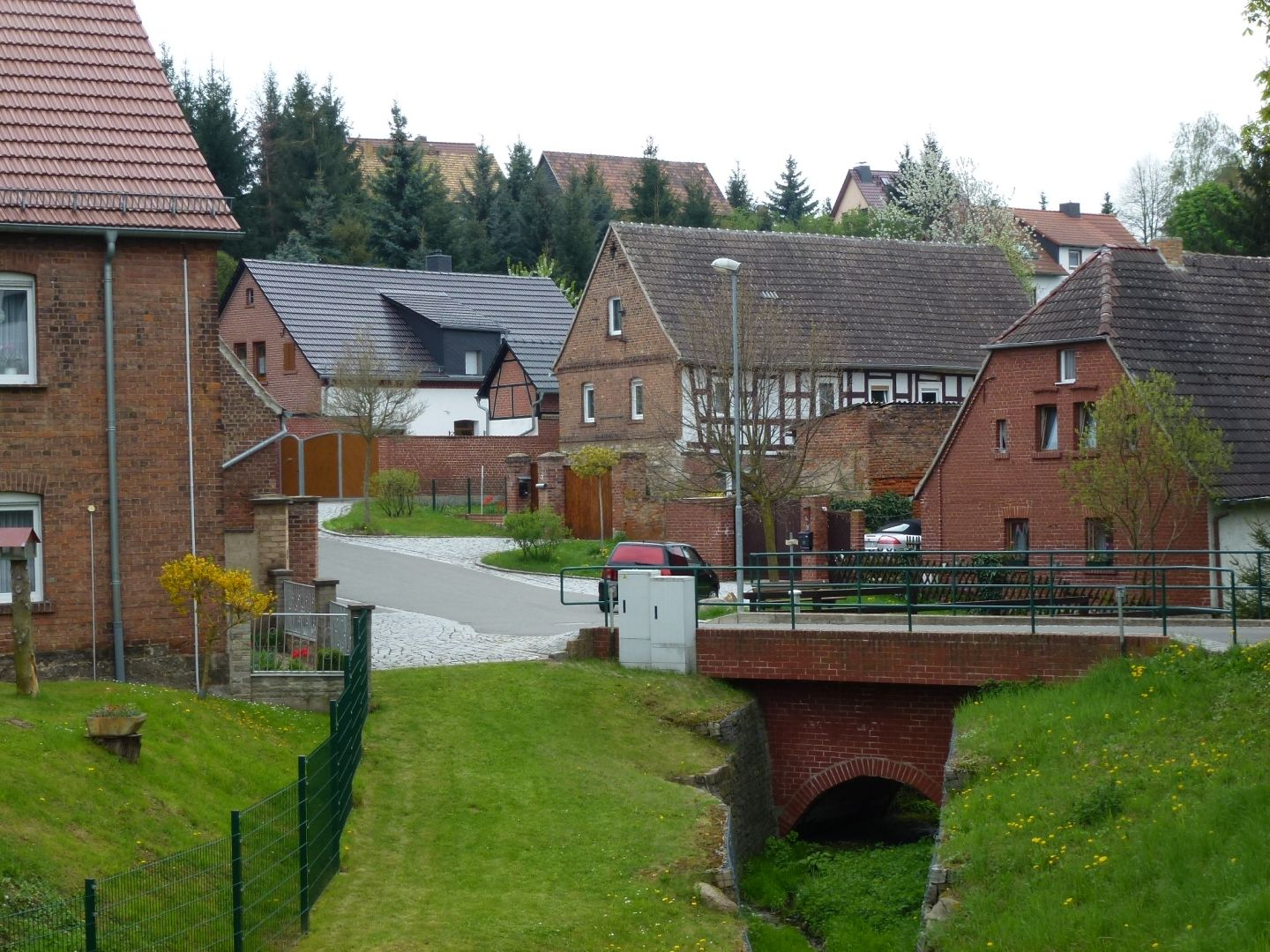
Obergreißlau

## Geografie
Langendorf grenzt unmittelbar südlich an Weißenfels.
Als Ortsteile der ehemaligen Gemeinde waren ausgewiesen:
- Kößlitz-Wiedebach
- Obergreißlau
- Untergreißlau
- Langendorf
- Muttlau

## Geschichte
Langendorf wurde im Jahr 1153 erstmals urkundlich erwähnt.
Am 1. Juli 2007 wechselte die Gemeinde Langendorf von der Verwaltungsgemeinschaft Vier Berge-Teucherner Land zur Verwaltungsgemeinschaft Weißenfelser Land. Am 1. Januar 2010 wurde die bis dahin selbstständige Gemeinde Langendorf zusammen mit den Gemeinden Markwerben und Uichteritz in die Stadt Weißenfels eingemeindet.

## Politik
Im Zuge der Gemeindegebietsreform schloss sich 2010 die bis dahin selbständige Gemeinde Langendorf der Stadt Weißenfels freiwillig an und entging so der Zwangseingemeindung.
Langendorf ist seit 1. Januar 2010 eine Ortschaft der Stadt Weißenfels im Sinne des § 86 GO LSA. Sie verfügt damit über einen Ortschaftsrat und einen Ortsbürgermeister.

### Ortschaftsrat
Der Ortschaftsrat besteht aus insgesamt 9 (bis 2014: 13) gewählten Ortschaftsräten. Der Ortsbürgermeister gehört dem Ortschaftsrat ex officio an und hat den Vorsitz inne.
| Ortschaftsrat Langendorf | Ortschaftsrat Langendorf | Ortschaftsrat Langendorf | Ortschaftsrat Langendorf | Ortschaftsrat Langendorf | Ortschaftsrat Langendorf | Sitzverteilung im Ortschaftsrat 2024–2029Insgesamt 9 Sitze - WG FFW: 3 - WG WW: 3 - CDU: 3 |
| Wahlvorschlag            | Wahlvorschlag            | Wahlvorschlag            | Sitze                    | Sitze                    | Sitze                    | Sitzverteilung im Ortschaftsrat 2024–2029Insgesamt 9 Sitze - WG FFW: 3 - WG WW: 3 - CDU: 3 |
| Wahlvorschlag            | Wahlvorschlag            | Wahlvorschlag            | 2024                     | 2014                     | 2009                     | Sitzverteilung im Ortschaftsrat 2024–2029Insgesamt 9 Sitze - WG FFW: 3 - WG WW: 3 - CDU: 3 |
|                          | WG FFW                   | WG Freiwillige Feuerwehr | 3                        | 5                        | 4                        | Sitzverteilung im Ortschaftsrat 2024–2029Insgesamt 9 Sitze - WG FFW: 3 - WG WW: 3 - CDU: 3 |
|                          |                          | CDU                      | 3                        | 3                        | 6                        | Sitzverteilung im Ortschaftsrat 2024–2029Insgesamt 9 Sitze - WG FFW: 3 - WG WW: 3 - CDU: 3 |
|                          | WG WW                    | WG Wir Weißenfelser      | 3                        | –                        | –                        | Sitzverteilung im Ortschaftsrat 2024–2029Insgesamt 9 Sitze - WG FFW: 3 - WG WW: 3 - CDU: 3 |
|                          | UL                       | Unabhängige Liste        | –                        | 1                        | 2                        | Sitzverteilung im Ortschaftsrat 2024–2029Insgesamt 9 Sitze - WG FFW: 3 - WG WW: 3 - CDU: 3 |
|                          | EB                       | Einzelbewerber           | 0                        | 0                        | 1                        | Sitzverteilung im Ortschaftsrat 2024–2029Insgesamt 9 Sitze - WG FFW: 3 - WG WW: 3 - CDU: 3 |
| Gesamt                   | Gesamt                   | Gesamt                   | 9                        | 9                        | 13                       | Sitzverteilung im Ortschaftsrat 2024–2029Insgesamt 9 Sitze - WG FFW: 3 - WG WW: 3 - CDU: 3 |

### Ortsbürgermeister
Ortsbürgermeister ist seit 2010 Horst Ziegler (SPD). Er gehört ebenfalls dem Stadtrat der Stadt Weißenfels an und ist dort Mitglied der Fraktion „Landgemeinden“.

### Wappen
| Wappen von Langendorf (Weißenfels) | Blasonierung: „In Grün eine silberne Sense, gekreuzt mit einer silbernen Rodehacke; links eine silberne Wellenflanke, pfahlweise belegt mit drei steigenden grünen Buchenblättern.“ |
| Wappen von Langendorf (Weißenfels) | Wappenbegründung: „Die Sense und Rodehacke im grünen Schild symbolisieren den ländlichen Charakter der ehemaligen Gemeinde, die Wellenflanke steht für den Fluss Greißlau, an dessen Ufern der Ort liegt. Die Belegung der Flanke mit grünen Blättern steht für den ehemaligen reichen Waldbestand, der in Teilen noch vorhanden ist. Das Wappen wurde vom Heraldiker Ernst Albrecht Fiedler aus Magdeburg gestaltet und durch das Regierungspräsidium Halle genehmigt.“ Das Genehmigungsdatum ist der 7. Dezember 1998; die Wappenrollennummer lautet 80/1998 (Quelle: Dokumentation Genehmigungsunterlagen Landesarchiv Sachsen-Anhalt). |

## Kultur und Sehenswürdigkeiten

### Bauwerke

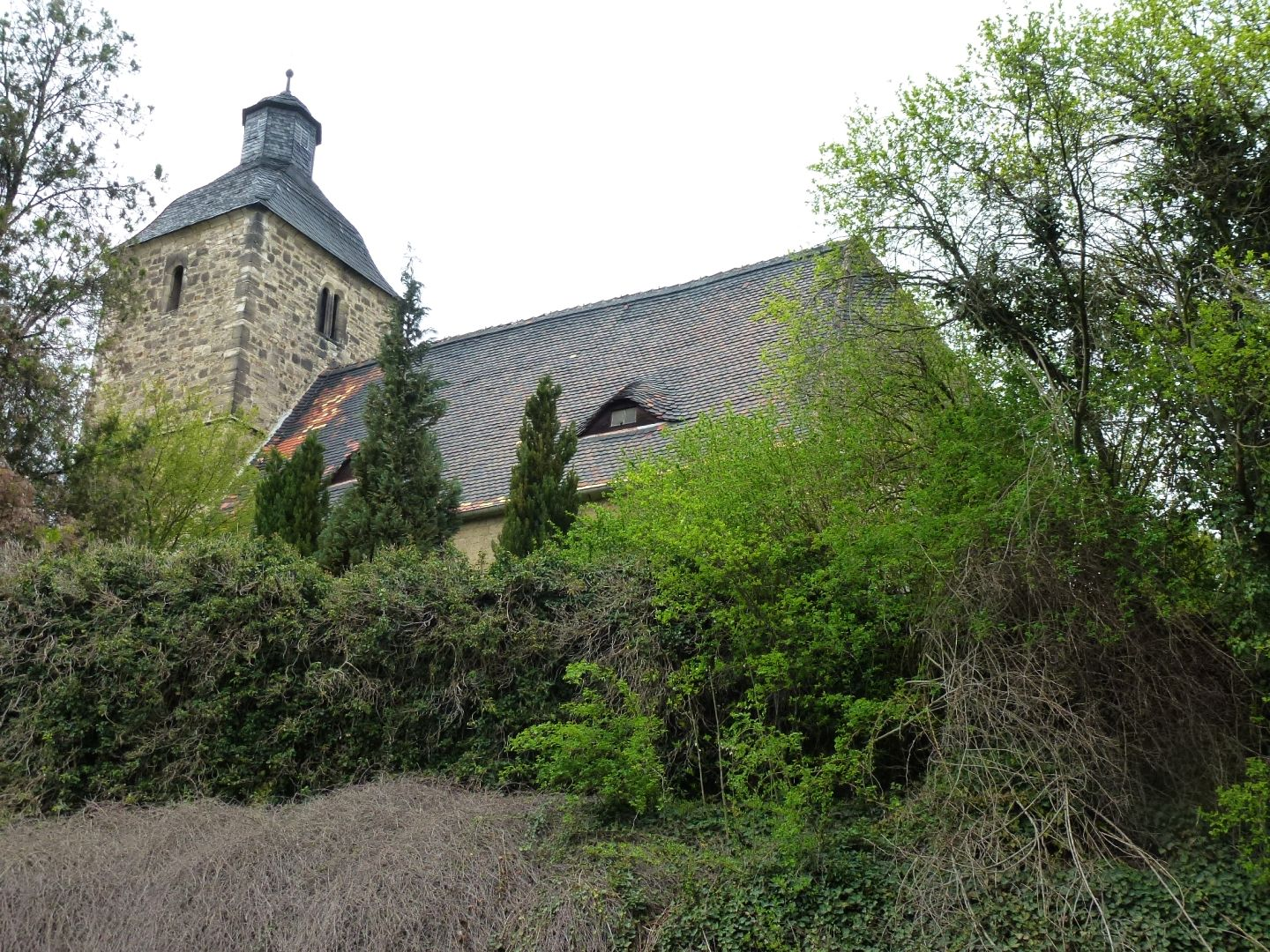
Kirche in Obergreißlau

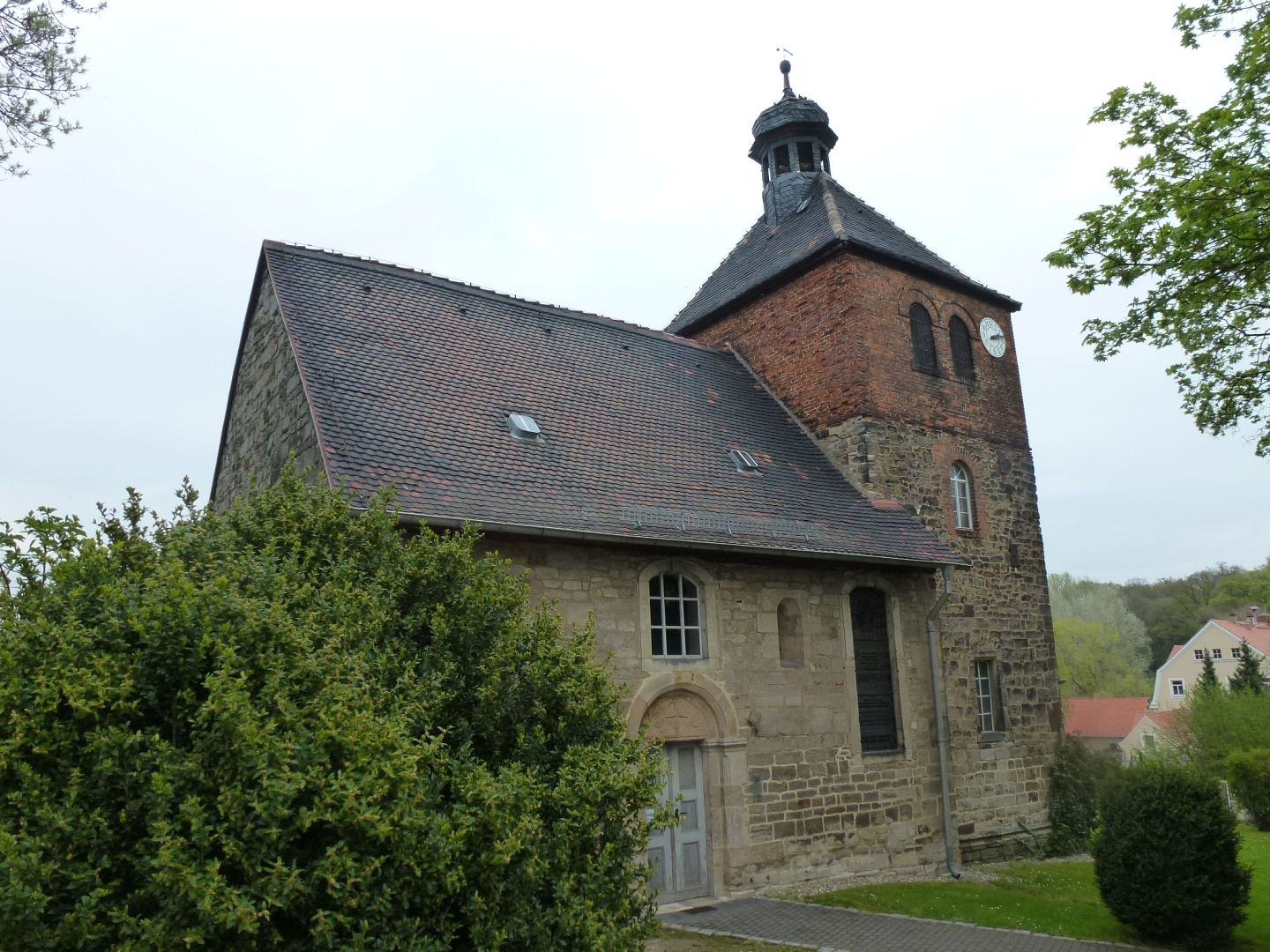
Kirche in Untergreißlau

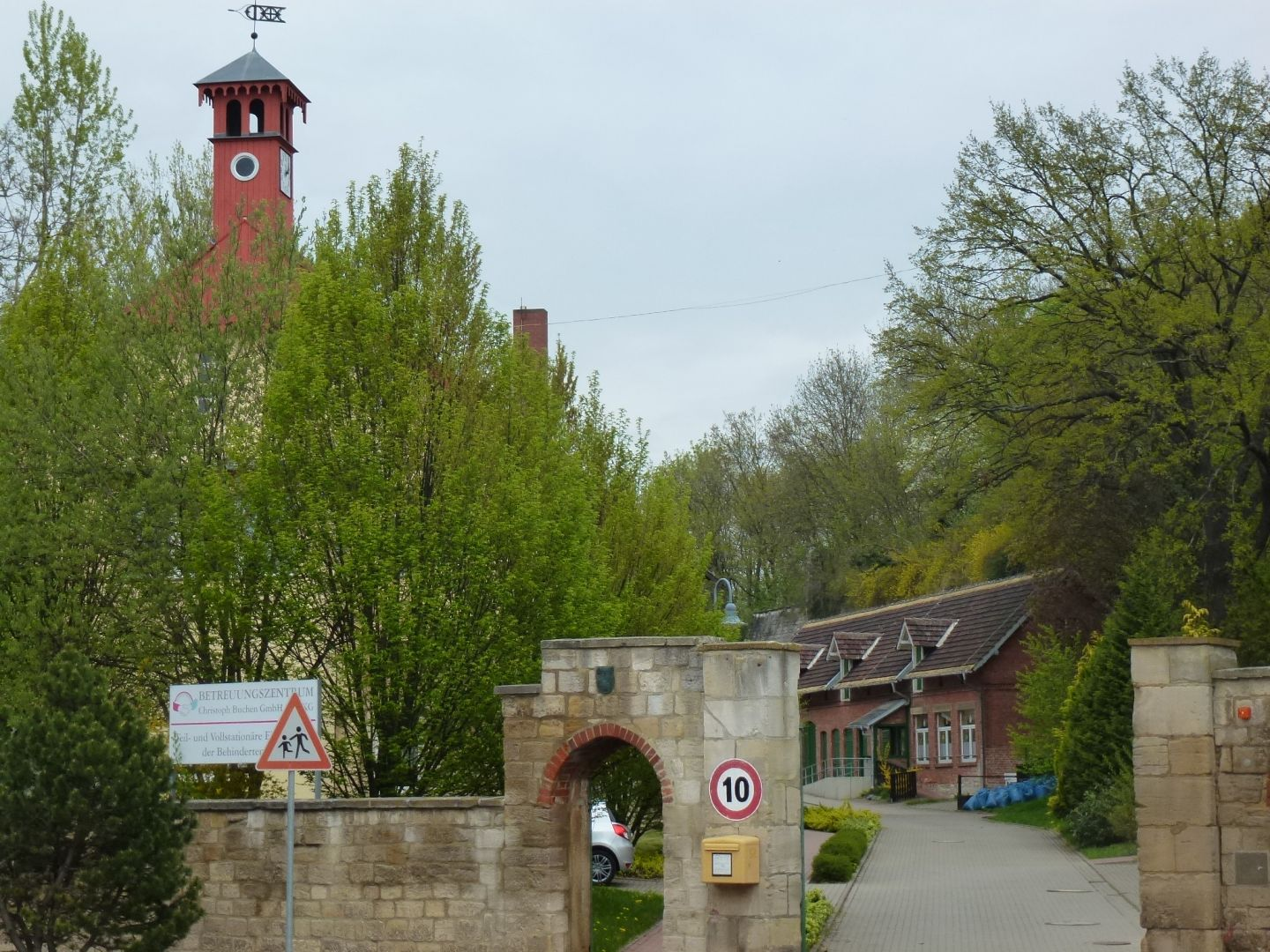
Betreuungszentrum „Christoph Buchen“ der Behindertenpflege

- Klosterkirche des ehemaligen Klosters Langendorf
- Kirche zu Wiedebach
- Kirche zu Untergreißlau mit Pfarrhaus und Küsterhaus
- Kirche zu Obergreißlau
- Behindertenpflegeheim
- Wasserturm zu Obergreißlau

### Gedenkstätte
- Grabstätte auf dem Ortsfriedhof für zwei namentlich bekannte polnische Personen, eine Frau und einen Mann, die während des Zweiten Weltkrieges nach Deutschland verschleppt und Opfer von Zwangsarbeit wurden
- Kriegerdenkmal für die Gefallenen des Ersten und Zweiten Weltkriegs.

## Wirtschaft und Infrastruktur

### Verkehr
Langendorf liegt im Gebiet des Mitteldeutschen Verkehrsverbundes. Der Haltepunkt Langendorf liegt an der Bahnstrecke Weißenfels–Zeitz. Dort hält im Grundtakt alle zwei, wochentags jede Stunde eine Regionalbahn der Linie RB 76 betrieben von DB Regio Südost (bis Ende 2019 von der Burgenlandbahn).

### Gewerbegebiete
Gewerbegebiet NORD
Das erste Gewerbegebiet der Gemeinde Langendorf entstand unmittelbar nach der Wende. Dieses Gebiet wird bis auf 2 Parzellen vollständig genutzt. Es ist mit mittelständischen Gewerken belegt wie: 2 Autohäuser;
1 Bauschlosserei; 1 Fliesenleger; 1 Autolackiererei;
1 Bauunternehmen; 1 Geschäftshaus; 1 Tierfutterhändler. Das Gewerbegebiet liegt unmittelbar am Ortseingang aus Richtung Weißenfels kommend, mit einer Gesamtgröße von ca. 3,5 ha.
Gewerbegebiet „Am Sandberg“
Das Gebiet hat eine Größe von ca. 36 ha und liegt unmittelbar an der Autobahnauf- bzw. -abfahrt Weißenfels an der A 9. Es ist zurzeit noch unerschlossen. Dieses Gebiet liegt ca. 30 Autominuten von Flughafen Leipzig und zu den Städten Halle und Leipzig entfernt. Die Chemiestandort Leuna und Buna liegen ebenfalls unmittelbar in der Nähe (ca. 15 min) und ist zubringerseitig mit direkten Verkehrsverbindungen erschlossen. Gegenüber diesem Standort befindet sich das Gewerbegebiet Zorbau mit der letztlich erbauten Müllverbrennungsanlage und weiteren größeren Unternehmen. Die direkt angrenzende Stadt Weißenfels ist Schwerpunktstandort der Lebensmittelindustrie und großer Bundeswehrstandort.

## Persönlichkeiten

### Söhne und Töchter
- Johann Wilhelm Reinhardt (1627–1703), sachsen-merseburgischer Kammerdirektor und bürgerlicher Rittergutsbesitzer
- Hieronymus Gottfried Behrisch (1645–1726), Jurist, Ratsherr, Autor und Gutsbesitzer
- Burkhard Leberecht Behrisch (1682–1750), Bürgermeister von Dresden
- Adolf Müllner (1774–1829), Schriftsteller, Bühnendichter und Jurist
- Paula Herbst (1818–1883), Schriftstellerin
- Max Barth (1844–1893), Verwaltungsbeamter, Rittergutsbesitzer und Parlamentarier
- Arthur Barth (1858–1927), Chirurg
- Franz Albert Bach (1865–1935), Architekt und Grundstücksentwickler in Hamburg
- Busso Bartels (1880–1944), Landrat des Kreises Weißenfels
- Karl August Hoepfner (1880–1945), Senator für Bauwesen der Freien Stadt Danzig
- Fred Kämmerer (* 1931), Ringer
- Christian Schreiber (* 1980), Ruderer, mehrfacher Weltmeister im Doppelvierer
- Marcel Schied (* 1983), Fußballspieler

### Personen mit Bezug zum Ort
- Heinrich Schütz, Rittergutsbesitzer in Untergreißlau[9]